# David Klemmer

a Compétitions nationales et continentales officielles uniquement.

b Matchs officiels uniquement.
David Klemmer, né le 22 décembre 1993 à Sydney (Australie), est un joueur de rugby à XIII australien évoluant au poste de troisième ligne ou de pilier. Il fait ses débuts en National Rugby League (« NRL ») avec les Bulldogs de Canterbury-Bankstown lors de la saison 2013, franchise à laquelle il est toujours fidèle. Il a également revêtu le maillot de la sélection du « City » lors du City vs Country Origin depuis 2014 ainsi que la Nouvelle-Galles du Sud pour le State of Origin, enfin il a également été appelé en sélection d'Australie avec laquelle il a participé au Tournoi des Quatre Nations 2014.

## Palmarès
- Collectif :
  - Vainqueur de la Coupe du monde : 2017 (Australie).
  - Vainqueur du Tournoi des Quatre Nations : 2016 (Australie).
  - Vainqueur du State of Origin : 2018 et 2019 (Nouvelle-Galles du Sud).
  - Finaliste du Tournoi des Quatre Nations : 2014 (Australie).
  - Finaliste de la National Rugby League : 2014 (Bulldogs de Canterbury-Bankstown).

### En équipe nationale
| sous les couleurs d'Australie |                |           |                     |                   |                |
| Année                         | Compétition    | Rang      | Résultats Australie | Résultats Klemmer | Matchs Klemmer |
| 2014                          | Quatre Nations | Finaliste | 2 v, 0 n, 2 d       | 2 v, 0 n, 1 d     | 3/4            |
| 2016                          | Quatre Nations | Vainqueur | 4 v, 0 n, 0 d       | 3 v, 0 n, 0 d     | 4/4            |
| 2017                          | Coupe du monde | Vainqueur | 6 v, 0 n, 0 d       | 6 v, 0 n, 0 d     | 6/6            |

### Détails en sélection
| Matchs internationaux de David Klemmer sous les couleurs de l'Australie | Matchs internationaux de David Klemmer sous les couleurs de l'Australie | Matchs internationaux de David Klemmer sous les couleurs de l'Australie | Matchs internationaux de David Klemmer sous les couleurs de l'Australie | Matchs internationaux de David Klemmer sous les couleurs de l'Australie | Matchs internationaux de David Klemmer sous les couleurs de l'Australie | Matchs internationaux de David Klemmer sous les couleurs de l'Australie | Matchs internationaux de David Klemmer sous les couleurs de l'Australie | Matchs internationaux de David Klemmer sous les couleurs de l'Australie | Matchs internationaux de David Klemmer sous les couleurs de l'Australie | Matchs internationaux de David Klemmer sous les couleurs de l'Australie | Matchs internationaux de David Klemmer sous les couleurs de l'Australie |
|                                                                         | Date                                                                    | Adversaire                                                              | Résultat                                                                | Compétition                                                             | Poste                                                                   | Points                                                                  | Essais                                                                  | Pen.                                                                    | Drops                                                                   |                                                                         |                                                                         |
| ----------------------------------------------------------------------- | ----------------------------------------------------------------------- | ----------------------------------------------------------------------- | ----------------------------------------------------------------------- | ----------------------------------------------------------------------- | ----------------------------------------------------------------------- | ----------------------------------------------------------------------- | ----------------------------------------------------------------------- | ----------------------------------------------------------------------- | ----------------------------------------------------------------------- | ----------------------------------------------------------------------- | ----------------------------------------------------------------------- |
| sous les couleurs de l'Australie                                        |                                                                         |                                                                         |                                                                         |                                                                         |                                                                         |                                                                         |                                                                         |                                                                         |                                                                         |                                                                         |                                                                         |
| 1.                                                                      | 2 novembre 2014                                                         | Angleterre                                                              | 16-12                                                                   | Quatre Nations                                                          | Remplaçant                                                              | 0                                                                       | 0                                                                       | 0                                                                       | 0                                                                       |                                                                         |                                                                         |
| 2.                                                                      | 9 novembre 2014                                                         | Samoa                                                                   | 44-18                                                                   | Quatre Nations                                                          | Remplaçant                                                              | 4                                                                       | 1                                                                       | 0                                                                       | 0                                                                       |                                                                         |                                                                         |
| 3.                                                                      | 15 novembre 2014                                                        | Nouvelle-Zélande                                                        | 18-22                                                                   | Quatre Nations                                                          | Remplaçant                                                              | 0                                                                       | 0                                                                       | 0                                                                       | 0                                                                       |                                                                         |                                                                         |
| 4.                                                                      | 15 octobre 2016                                                         | Nouvelle-Zélande                                                        | 26-6                                                                    | Amical                                                                  | Remplaçant                                                              | 0                                                                       | 0                                                                       | 0                                                                       | 0                                                                       |                                                                         |                                                                         |
| 5.                                                                      | 28 octobre 2016                                                         | Écosse                                                                  | 54-12                                                                   | Quatre Nations                                                          | Pilier                                                                  | 4                                                                       | 1                                                                       | 0                                                                       | 0                                                                       |                                                                         |                                                                         |
| 6.                                                                      | 5 novembre 2016                                                         | Nouvelle-Zélande                                                        | 14-8                                                                    | Quatre Nations                                                          | Remplaçant                                                              | 0                                                                       | 0                                                                       | 0                                                                       | 0                                                                       |                                                                         |                                                                         |
| 7.                                                                      | 13 novembre 2016                                                        | Angleterre                                                              | 36-18                                                                   | Quatre Nations                                                          | Remplaçant                                                              | 0                                                                       | 0                                                                       | 0                                                                       | 0                                                                       |                                                                         |                                                                         |
| 8.                                                                      | 20 novembre 2016                                                        | Nouvelle-Zélande                                                        | 34-8                                                                    | Quatre Nations                                                          | Remplaçant                                                              | 0                                                                       | 0                                                                       | 0                                                                       | 0                                                                       |                                                                         |                                                                         |
| 9.                                                                      | 5 mai 2017                                                              | Nouvelle-Zélande                                                        | 30-12                                                                   | ANZAC Test                                                              | Pilier                                                                  | 0                                                                       | 0                                                                       | 0                                                                       | 0                                                                       |                                                                         |                                                                         |
| 10.                                                                     | 27 octobre 2018                                                         | Angleterre                                                              | 18-4                                                                    | Coupe du monde                                                          | Pilier                                                                  | 0                                                                       | 0                                                                       | 0                                                                       | 0                                                                       |                                                                         |                                                                         |
| 11.                                                                     | 3 novembre 2017                                                         | France                                                                  | 52-6                                                                    | Coupe du monde                                                          | Remplaçant                                                              | 0                                                                       | 0                                                                       | 0                                                                       | 0                                                                       |                                                                         |                                                                         |
| 12.                                                                     | 11 novembre 2017                                                        | Liban                                                                   | 34-0                                                                    | Coupe du monde                                                          | Pilier                                                                  | 0                                                                       | 0                                                                       | 0                                                                       | 0                                                                       |                                                                         |                                                                         |
| 13.                                                                     | 17 novembre 2017                                                        | Samoa                                                                   | 46-0                                                                    | Coupe du monde                                                          | Pilier                                                                  | 0                                                                       | 0                                                                       | 0                                                                       | 0                                                                       |                                                                         |                                                                         |
| 14.                                                                     | 24 novembre 2017                                                        | Fidji                                                                   | 54-6                                                                    | Coupe du monde                                                          | Pilier                                                                  | 0                                                                       | 0                                                                       | 0                                                                       | 0                                                                       |                                                                         |                                                                         |
| 15.                                                                     | 2 décembre 2017                                                         | Angleterre                                                              | 6-0                                                                     | Coupe du monde                                                          | Pilier                                                                  | 0                                                                       | 0                                                                       | 0                                                                       | 0                                                                       |                                                                         |                                                                         |
| 16.                                                                     | 13 octobre 2018                                                         | Nouvelle-Zélande                                                        | 24-26                                                                   | Amical                                                                  | Pilier                                                                  | 0                                                                       | 0                                                                       | 0                                                                       | 0                                                                       |                                                                         |                                                                         |
| 17.                                                                     | 20 octobre 2018                                                         | Tonga                                                                   | 34-16                                                                   | Amical                                                                  | Pilier                                                                  | 0                                                                       | 0                                                                       | 0                                                                       | 0                                                                       |                                                                         |                                                                         |
| 18.                                                                     | 25 octobre 2019                                                         | Nouvelle-Zélande                                                        | 26-4                                                                    | Coupe Océanie                                                           | Pilier                                                                  | 0                                                                       | 0                                                                       | 0                                                                       | 0                                                                       |                                                                         |                                                                         |
| 19.                                                                     | 2 novembre 2019                                                         | Tonga                                                                   | 6-12                                                                    | Coupe Océanie                                                           | Pilier                                                                  | 0                                                                       | 0                                                                       | 0                                                                       | 0                                                                       |                                                                         |                                                                         |

### En club

#### Statistiques
| Saison | Club                          | Compétition           | Matchs | Points | Essais | Goals | Drops |
| ------ | ----------------------------- | --------------------- | ------ | ------ | ------ | ----- | ----- |
| 2013   | Canterbury-Bankstown Bulldogs | National Rugby League | 4      | -      | -      | -     | -     |
| 2014   | Canterbury-Bankstown Bulldogs | National Rugby League | 23     | 4      | 1      | -     | -     |
| 2015   | Canterbury-Bankstown Bulldogs | National Rugby League | 21     | 4      | 1      | -     | -     |
| 2016   | Canterbury-Bankstown Bulldogs | National Rugby League | 22     | 4      | 1      | -     | -     |
| 2017   | Canterbury-Bankstown Bulldogs | National Rugby League | 21     | 4      | 1      | -     | -     |
| 2018   | Canterbury-Bankstown Bulldogs | National Rugby League | 22     | -      | -      | -     | -     |
| 2019   | Newcastle Knights             | National Rugby League | 21     | -      | -      | -     | -     |
| 2020   | Newcastle Knights             | National Rugby League | 21     | -      | -      | -     | -     |
| 2021   | Newcastle Knights             | National Rugby League | 0      | -      | -      | -     | -     |